# Chiesa dei Santi Giuseppe e Floriano
La chiesa dei Santi Giuseppe e Floriano è la parrocchiale di Verderio Superiore, frazione-capoluogo di Verderio, in provincia di Lecco e arcidiocesi di Milano; fa parte del decanato di Merate.

## Storia
Nella Notitia cleri del 1398 si legge che la primitiva cappella verderiese, dedicata a san Floriano di Lorch, era filiale della pieve dei Santi Sisinio, Martirio e Alessandro di Brivio; grazie al Liber seminarii mediolanensis, redatto nel 1564, si conosce che in quel periodo la chiesa di San Floriano era sede d'una rettoria, sempre dipendente dalla pieve briviese.
Nel 1754 l'arcivescovo Giuseppe Pozzobonelli, compiendo la sua visita pastorale, annotò che nella parrocchiale verderiese, che aveva come filiali le cappelle di Sant'Ambrogio, dei Santi Nazario e Celso a Verderio Inferiore e di San Giovanni Battista in località Brugarola, aveva sede la confraternita del Santissimo Rosario e che i fedeli ammontavano a 840.
Nella relazione della visita pastorale dell'arcivescovo Andrea Carlo Ferrari del 1897 si legge che il reddito era di 2000 lire, che la parrocchiale, in cui aveva sede la confraternita del Santissimo Sacramento, aveva come filiale l'oratorio di Sant'Ambrogio e che i fedeli erano 1100.
La prima pietra della nuova parrocchiale venne posta il 4 settembre 1898, in prossimità dell'antico luogo di culto, che fu poi successivamente sconsacrato; l'edificio, disegnato da Fausto Bagatti Valsecchi ed Enrico Combi, fu consacrato il 26 settembre 1902 e nello stesso periodo venne terminato anche il campanile.
Il 30 aprile 1912 la parrocchia, già inserita nella pieve foraniale di Brivio, entrò a far parte del vicariato di Merate, per poi confluire nel 1972 nel decanato di Merate.

## Descrizione

### Esterno

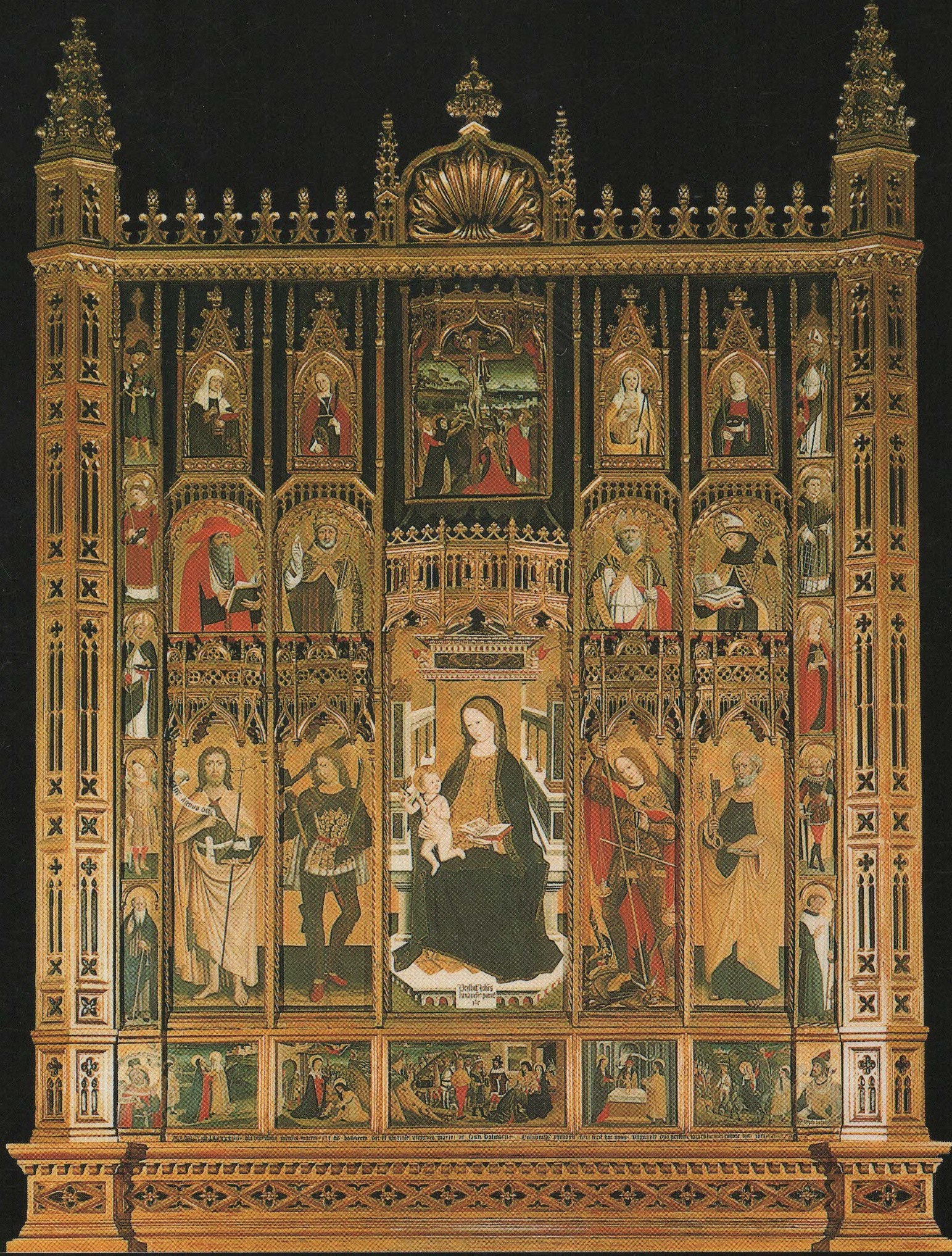
Pala d'altare di Giovanni Canavesio

La facciata a salienti della chiesa, che volge a occidente è rivestita di mattoni rossi; presenta centralmente il portale d'ingresso strombato coronato da una lunetta e, sopra di esso, un grande rosone, mentre ai lati si aprono due bifore. Sotto gli spioventi laterali vi sono degli archetti pensili, mentre sotto i due centrali si sviluppano delle loggette; in sommità si elevano cinque alte guglie.

### Interno
L'interno dell'edificio, a croce latina, si articola in tre navate, suddivise da pilastri in pietra d'Oggiono e coperte da volte a crociera. Il transetto di piccole dimensioni ospita nella parte terminale le absidi a pianta poligonale.
L'opera di maggior pregio qui conservata è il polittico raffigurante la Madonna in trono e Santi, eseguito dal piemontese Giovanni Canavesio nel 1499 posto come pala sull'altare maggiore.. La cupola retta del tiburio con decori floreali, è completa di otto finestre atte a illuminare la zona presbiteriale. La controfacciata ospita il dipinto, olio su tela: Deposizione di Cristo opera cinquecentesca di autore ignoto, che riporta la scritta, forse incompleta: HUMANORUM GENUS REDEMPTIO. Vi è inoltre la tela di Pellegrino Tibaldi raffigurante la Natività.